# ایسابل ماسدو
ایسابل ماسدو (اسپانیایی: Isabel Macedo‎؛ زادهٔ ۲ اوت ۱۹۷۵) بازیگر، مدل و سیاستمدار اهل آرژانتین است.
از فیلم‌ها یا مجموعه‌های تلویزیونی که وی در آن‌ها نقش داشته‌است، می‌توان به دانش‌آموختگان اشاره نمود.